# 岐阜県立郡上高等学校郡南分校
岐阜県立郡上高等学校郡南分校（ぎふけんりつぐじょうこうとうがっこう　ぐんなんぶんこう）とは、かつて岐阜県郡上郡美並村（現・郡上市美並町）にあった公立の高等学校の分校。

## 概要
- 郡上高等学校の分校であった。県立の高等学校の分校であったが、設置者は美並村であった[注釈 2]。
- 定時制高校であり、普通科を設置していた。生徒数の減少により廃校。
- 単独校舎は設置されず、廃校時は美並村立郡南中学校の校舎の一部を使用していた。

## 沿革
- 1948年（昭和23年）
  - 7月 - 岐阜県立郡上農林高等学校郡南分校として開校。定時制の農業科・家庭科を設置。設置者は郡上郡下川村と嵩田村であり、運営も両村で行う。嵩田村の高山小学校の校舎を仮校舎とする。
  - 8月 - 岐阜県立郡上高等学校郡南分校に改称する。
  - 9月 - 下川村の下川小学校の校舎に移転する。
- 1952年（昭和27年） - 農業科、家庭科を廃止。定時制普通科を設置。
- 1949年（昭和24年）3月 - 下川村の郡上郡学校組合立郡南中学校の校舎に移転する。
- 1954年（昭和29年）11月1日 - 下川村と嵩田村が合併し、美並村が発足。同時に設置者は美並村となる。
- 1960年（昭和35年）3月 - 廃校。